# Indykan (ester)
Indykan, siarczan 3-indoksylu – organiczny związek chemiczny z grupy estrów. Powstaje w organizmie człowieka w wyniku utlenienia indolu i związania go z kwasem siarkowym. Proces ten ma miejsce w wątrobie. Sam indykan wydalany jest wraz z moczem.
Prawidłowa ilość wydalanego indykanu to 4,0–20 mg (0,016–0,08 mmol) w ciągu doby. Jego wzrost obserwuje się w ostrej niedrożności jelit, zapaleniu otrzewnej, niektórych chorobach zakaźnych np. durze brzusznym (ponieważ wówczas nasila się produkcja substratu, jakim jest indol).
Indykan jest uważany za wskaźnik intensywności procesów gnilnych w jelicie grubym.
Zmniejszoną ilość indykanu w moczu obserwuje się głównie w chorobach nerek np. niewydolności tego narządu.
Podwyższony poziom indykanu, zarówno w formie siarczanu, jak i glikozydu indoksylu, występuje w chorobie Hartnupów.
Do wykrywania indykanu najczęściej stosuje się próbę Obermayera.